# ベッドフォード郡 (ペンシルベニア州)
ベッドフォード郡（英: Bedford County）は、アメリカ合衆国ペンシルベニア州の南部に位置する郡である。2010年国勢調査での人口は49,762人であり、2000年の49,984人から0.4%減少した。郡庁所在地はベッドフォード・ボロ（人口2,841人）であり、同郡で人口最大の町でもある。
ベッドフォード郡はアルトゥーナ大都市圏に属している。

## 歴史
1750年、現在のベッドフォード郡となっている土地のレイズタウン（現在のベッドフォード・ボロ）に、ロバート・マックレイが最初の交易拠点を開いた。開拓者はインディアンによる襲撃や、フランスとイギリスとの間の戦闘など難しい時代を過ごした。
1759年、アレゲニー郡のデュケーヌ砦を占領した後、この砦（ピット砦と改名された）と、レイズタウンに新設されたベッドフォード砦との間に道路が建設された。この道路はインディアン道を辿り、ベッドフォードを通る「フォーブス道路」となり、現在はアメリカ国道30号線となっている。ペンシルベニア・ターンパイクが建設されると、この州間有料道路が郡内を通る幹線道になった。
ベッドフォード郡は1771年3月9日に、カンバーランド郡から分離して設立され、郡名はベッドフォード砦から採られた。
郡域で安全が確保されると、急速に人口が増加した。青々とした農地と森がある土地は魅力ある場所になった。ピッツバーグと、さらにその西に向かう道程の重要な中心地にもなった。ジョージ・ワシントンは、1794年のウィスキー税反乱への対応で、郡内に滞在したことがあった。
ベッドフォード・スプリングス・ホテルが富の象徴になった。ジェームズ・ブキャナン大統領の時代には、夏のホワイトハウスとなった。このホテルでアメリカ合衆国最高裁判所の法廷が開かれたこともあった。この裁判所がワシントンD.C.以外で開廷されたのはこの時だけだった。
19世紀は人口が急増し、1870年から1890年の20年間で倍増した。郡内の町を結ぶ鉄道は鉱山と繋がれていた。「アリゲイニーの失われた子供達」の話は郡内ブルーノ部州立公園で起きたものである。
ニューパリス・ボロにある道路は「グラビティヒル」現象の1例となっている。

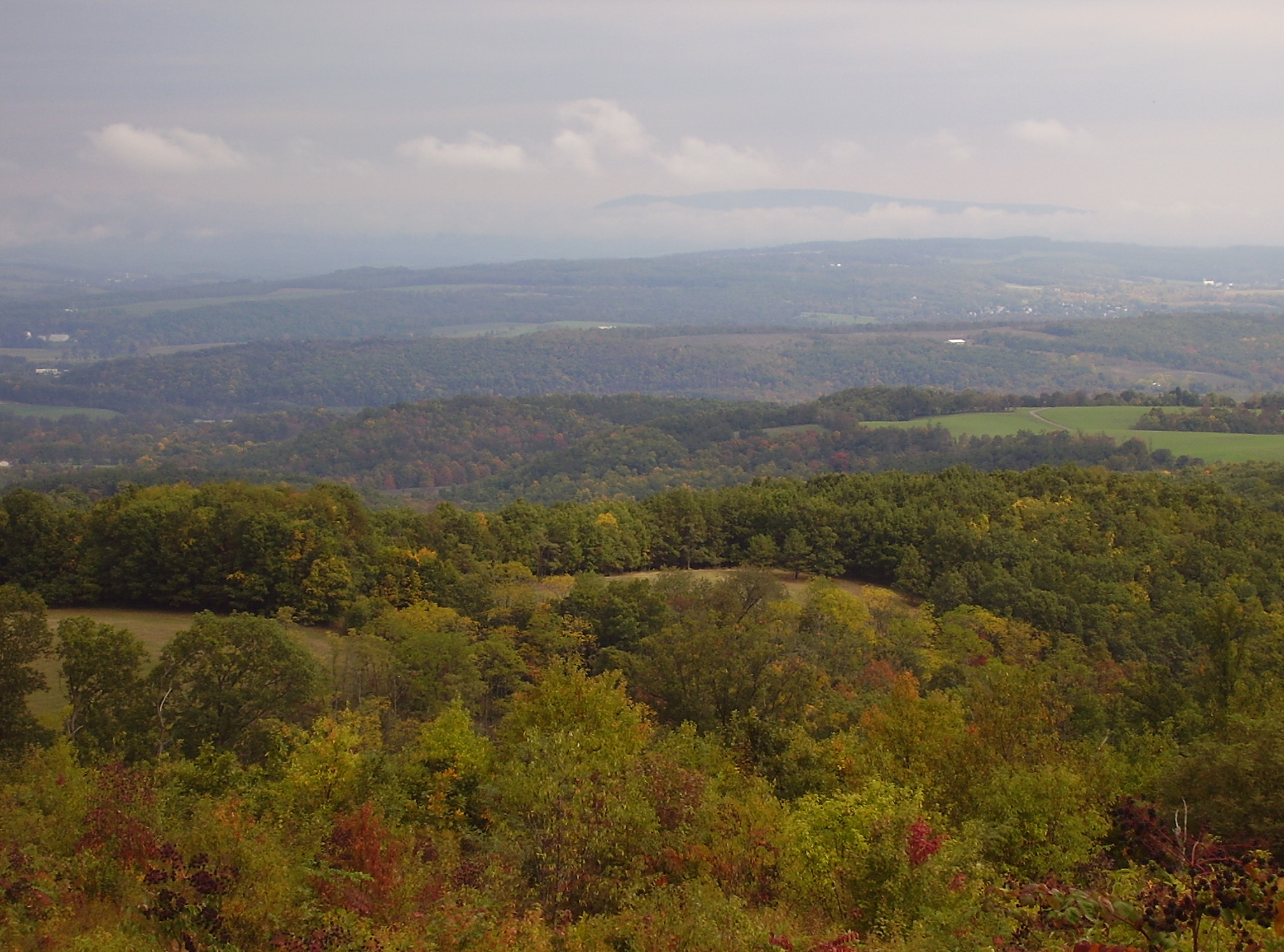
ドライ山地のグレイドパイクからの眺め

## 政治
ベッドフォード郡はアメリカ合衆国下院議員ペンシルベニア州第9選挙区に属し、2013年時点では共和党議員を選出している。ペンシルベニア州議会上院では第30選挙区に属しており、下院では第78および第69選挙区に属している。2013年時点で上院は共和党、下院も共和党2人が独占している。

## 地理
アメリカ合衆国国勢調査局に拠れば、郡域全面積は1,017平方マイル (2,634.0 km2)であり、このうち陸地1,015平方マイル (2,628.8 km2)、水域は3平方マイル (7.8 km2)で水域率は0.28%である。

### 地質

ブルーノブ山、標高 3,146 フィート (959 m)、ヘリクスビルからの眺め

ベッドフォード郡はリッジ・アンド・バレー地理区分の西端に位置し、古生代前期からの中期の褶曲し、断層が入った堆積岩が特徴である。郡北西境はほぼアリゲイニー・フロントにあり、リッジ・アンド・バレー地理区分とアリゲイニー高原（古生代後期の比較的平らな堆積岩が特徴）との境目にあたる。
堆積岩の層序学的見解ではカンブリア紀ウォリアー層からペンシルベニア紀コーンモーグループまである。いかなる種類の火成岩も変成岩も郡内では見られない。
郡内の主要な山脈は西からウィリス、エビッツ、ダニング、タッシーの各山地であり、メリーランド州との南部州境から北東のブレア郡に伸び、シルル紀タスカローラ層に保持され、石英、砂岩、礫岩でできている。チェスナット山地はオールドポート層のデボン紀リッジリーメンバーに保持される幅広い背斜であり、やはり砂岩や礫岩でできている。ブリーズウッドの北にあるブロードトップは比較的平らな岩の台地であり、層序的に高く、郡内のカンブリア紀やデボン紀よりも若いミシシッピ紀やペンシルベニア紀のものである。ブロードトップは北のハンティンドン郡や東のフルトン郡に広がっている。
ジュニアータ川のレイズタウン支流が郡北部3分の2の水を排水している。郡中央を東西に通る一群の断層によって生じた幾つかの峡谷を通り、郡内の山地を東に流れている。その後北向きに曲がりハンティンドンでレイズタウン湖に注ぐ。郡南部3分の1はポトマック川の幾つかの支流に排水している。ポトマック川もジュニアータ川もチェサピーク湾水系の一部である。
郡内には幾つかの石灰岩採石場があり、その多くはニューエンタープライズ・ストーン・アンド・ライム・カンパニーが所有し、操業している。採石場はアッシュコム、ニューパリス、キルコイン、スプロールにある。
2つの炭田もある。1つは郡北東隅にあるブローﾄﾞトップ炭田であり、もう1つは南西郡境にあるジョージズクリーク炭田である。どちらの炭田も瀝青炭を産出している。どちらにも廃坑があり、酸性鉱山排水が環境問題になっている。ブロードトップ地域では排水のために魚が棲まなくなった水流がある。
天然ガス田と貯蔵地域は郡南東部のブリーズウッドの南、デボン紀褶曲岩層にある。他に北のブレア郡境にあるブルーノブの近傍にも深いガス田がある。

### 交通

#### 主要高規格道路
- 州間高速道路70号線 州間高速道路76号線（ペンシルベニア・ターンパイク）
- *  州間高速道路99号線
- アメリカ国道30号線
- アメリカ国道220号線
- ペンシルベニア州道26号線
- ペンシルベニア州道36号線
- ペンシルベニア州道56号線
- ペンシルベニア州道96号線

#### 空港
ベッドフォード郡空港は公共用途空港である。ベッドフォード郡空港公社が所有しており、ベッドフォード・ボロの中心事業地区から北4海里 (7.4 km) にある。

### 隣接する郡
- ブレア郡 - 北
- ハンティンドン郡 - 北東
- フルトン郡 - 東
- アリゲイニー郡 (メリーランド州) - 南
- サマセット郡 - 西
- カンブリア郡 - 北西

### 特徴的な地形
- エビッツ山
- モリソン洞窟
- タッシー山
- ブルーノブ

## 人口動態
以下は2000年国勢調査による人口統計データである。
| 基礎データ - 人口: 49,984人 - 世帯数: 19,768 世帯 - 家族数: 14,489 家族 - 人口密度: 19人/km2（49人/mi2） - 住居数: 23,529軒 - 住居密度: 9軒/km2（23軒/mi2） 人種別人口構成 - 白人: 98.54% - アフリカン・アメリカン: 0.36% - ネイティブ・アメリカン: 0.11% - アジア人: 0.29% - 太平洋諸島系: 0.01% - その他の人種: 0.16% - 混血: 0.54% - ヒスパニック・ラテン系: 0.53% 先祖による構成 - ドイツ系：42.8% - アメリカ人：17.4% - イギリス系：8.1% - アイルランド系：8.1% | 年齢別人口構成 - 18歳未満: 23.6% - 18-24歳: 7.2% - 25-44歳: 28.1% - 45-64歳: 24.6% - 65歳以上: 16.5% - 年齢の中央値: 40歳 - 性比（女性100人あたり男性の人口） - 総人口: 97.2 - 18歳以上: 94.4 世帯と家族（対世帯数） - 18歳未満の子供がいる: 30.7% - 結婚・同居している夫婦: 61.7% - 未婚・離婚・死別女性が世帯主: 7.7% - 非家族世帯: 26.7% - 単身世帯: 23.5% - 65歳以上の老人1人暮らし: 11.5% - 平均構成人数 - 世帯: 2.50人 - 家族: 2.95人 |

## 都市と町

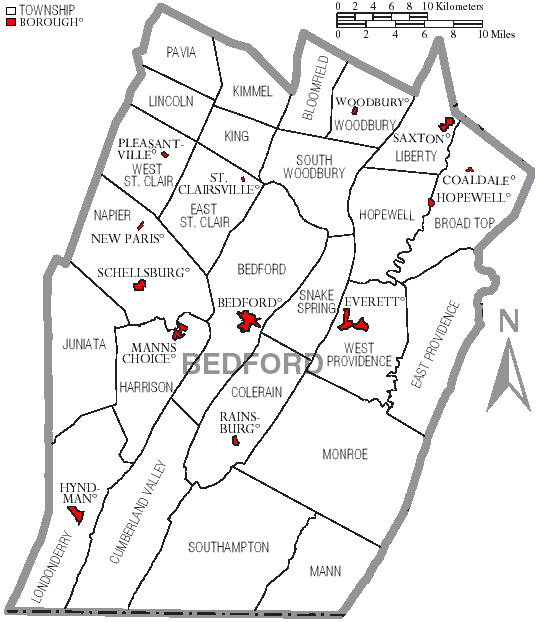
ベッドフォード郡の自治体、ボロは赤、タウンシップは白、国勢調査指定地域は青

ペンシルベニア州法の下では4種類の自治体がある。市、ボロ、タウンシップ、町である。

### ボロ
| - ベッドフォード - 郡庁所在地 - コールデール - エバレット - ホープウェル - ハインドマン | - マンズチョイス - ニューパリス - プレザントビル - レインズバーグ | - セントクレアズビル - サクストン - シェルズバーグ - ウッドベリー |

### タウンシップ
| - ベッドフォード - ブルームフィールド - ブロードトップ - コールレイン - カンバーランドバレー - イーストプロビデンス - イーストセントクレア - ハリソン - ホープウェル | - ジュニアータ - キンメル - キング - リバティ - リンカーン - ロンドンデリー - マン - モンロー | - ネピア - パビア - スネイクスプリング - サウスウッドベリー - サウザンプトン - ウェストプロビデンス - ウェストセントクレア - ウッドベリー |

### 国勢調査指定地域
国勢調査指定地域はアメリカ合衆国国勢調査局が人口統計データを取るために設定した地域である。州法の下では実際の司法権が及ぶ範囲ではない。村などその他の未編入領域も下記に挙げる。

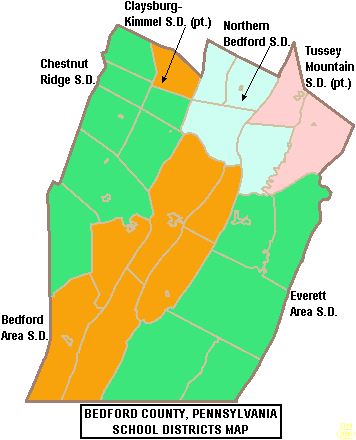
ベッドフォード郡教育学区の区分図

- デファイアンス
- アールストン
- ストーナーズタウン

## 教育

### 公共教育学区
- ベッドフォード地域教育学区
- チェスナットリッジ教育学区
- クレイズバーグ・キンメル教育学区（一部はブレア郡内）
- エバレット地域教育学区
- 北ベッドフォード郡教育学区
- タッシーマウンテン教育学区（一部はハンティンドン郡内）

## 公園とレクリエーション
郡内の州立公園は3つである。
- ブルーノブ州立公園、ブルーノブ・オールシーズン・リゾートがある
- ショーニー州立公園
- ウォリアーズパス州立公園